# Внук Персея
Внук Персея — роман-фэнтези Генри Лайона Олди, опубликованный в Москве издательством Эксмо двумя частями в 2011—2012 годах.

## Сюжет
Роман входит в состав «Ахейского цикла» и сюжетно примыкает к изданной в 1996 году книге «Герой должен быть один», рассказывая о детстве и юности Амфитриона и его подвигах, предшествующих рождению Геракла.
Действие дилогии происходит в весьма условной микенской Греции, каковое обстоятельство авторы несколько раз специально оговаривают в примечаниях. Наряду с ахейскими словами ванакт, лавагет, мегарон, в романе присутствуют архитектура и скульптура эпохи греческой классики, а герои свободно цитируют Софокла.
В центре сюжета первой части («Мой дедушка — истребитель», 2011) находится идейное противостояние двух сыновей Зевса от смертных женщин: убийцы чудовищ Персея, желающего остаться человеком, и основателя оргиастического культа Диониса, стремящегося стать богом (в действительном предании Персей и Дионис принадлежат к разным мифологическим поколениям). Воспоминания молодости стареющего Персея представлены ретроспективными отступлениями, имитирующими структурное построение классической трагедии (стасимы и парод).
Непримиримая борьба Персея с менадами заканчивается компромиссом, а Вакху, в образе которого присутствуют черты орфического Загрея, удается добиться обожествления, одержать ритуальную победу над Аидом и занять место в элитной олимпийской дюжине, потеснив оттуда Гестию. Персей и Андромеда с погребального костра возносятся на небо в качестве созвездий. Внук Персея Амфитрион, по своему малолетству, в первой книге большей частью остается зрителем происходящего.
Во второй части («Сын хромого Алкея», 2012) молодой Амфитрион командует тиринфскими войсками в чине лавагета при своем отце Алкее и занимается обороной пелопоннесского побережья от набегов пиратов-телебоев, предводимых сыном Посейдона Птерелаем. Сыновья Пелопа Атрей и Фиест укрываются в Микенах после убийства Хрисиппа и начинают плести кровавые интриги, готовясь к будущему захвату власти. По их вине в бою погибают сыновья микенского царя Электриона и Птерелая. Электрион берет с племянника клятву отомстить царю телебоев.
Взяв на себя вину за случайное убийство дяди, Амфитрион вынужден скитаться по Греции в поисках ритуального очищения от скверны, в котором ему отказывают правители Пелопоннеса, опасающиеся политических осложнений. Найдя приют в Фивах у Креонта, изгнанник помогает беотийцам избавиться от тяжелого дионисийского наследства — тевмесской лисицы. В этом подвиге ему помогает друг детства и юности Кефал, страдающий после нечаянного убийства своей жены Прокриды копьем, не знающим промаха.
Пройдя очищение, Амфитрион собирает коалицию для борьбы с телебоями, так как до исполнения клятвы жена не может родить ему наследника. Неуязвимого Птерелая, как и в оригинальном мифе, удается убить лишь благодаря предательству, когда дочь царя Комето, в надежде на брак с Амфитрионом, похищает у отца золотой волос. Не желая связываться с опасными божественными дарами, герой убивает девушку и возвращает чудесный аксессуар Посейдону.

## Награды и номинации
- Премия «Созвездие Большой Медведицы» (2012) — Шестой крымский открытый фестиваль фантастики «Созвездие Аю-Даг»[1][2]
- Демократическая Национальная премия Украины по фантастике (ВОЛФ, 2013). Произведения на русском языке в номинации «Крупная форма»[3]
- Номинация на премию РосКон (2013)[1]